# Calamaria abstrusa
Espèce
Statut de conservation UICN

 DD  : Données insuffisantes
Calamaria abstrusa  est une espèce de serpents de la famille des Colubridae.

## Répartition
Cette espèce est endémique d'Indonésie. Elle se rencontre sur Nias et Sumatra.

## Publication originale
- Inger & Marx, 1965 : The systematics and evolution of the oriental colubrid snakes of the genus Calamaria. Fieldiana, Zoology, vol. 49, p. 1-304 (texte intégral).